# Skocznie narciarskie w Nowym Targu
Skocznie narciarskie w Nowym Targu – nieistniejące obecnie skocznie narciarskie, położone na terenie Nowego Targu.
Pierwsza skocznia na terenie Nowego Targu powstała w 1928 roku na Łysej Górze, z inicjatywy Towarzystwa Sportowego Wisła Kraków. Inauguracyjny konkurs skoków na niej wygrał Bronisław Czech. Wkrótce potem zaczęły powstawać kolejne, wykorzystywane zarówno przez polskie (Podhale), jak i żydowskie kluby sportowe (ŻTN Makkabi, Hagibor). W 1934 roku wybudowano nową skocznię na Kowańcu. Skakał na niej m.in. najlepszy z przedwojennych nowotarskich skoczków – Stanisław Sowiński.
Skocznia na Kowańcu przetrwała II wojnę światową, z czasem dobudowano dwie kolejne. W okresie powojennym w skład zespołu wchodziły skocznie o punktach konstrukcyjnych: K50 (ze sztucznym rozbiegiem), K30 (naturalna) oraz niedokończona K40. Zarządzały nimi kluby: Podhale Nowy Targ oraz LKS Kowaniec. Wśród skoczków pochodzących z nowotarskiego ośrodka szkoleniowego należy wymienić m.in. Zbigniewa Klimowskiego (wielokrotny medalista Mistrzostw Polski w skokach narciarskich, olimpijczyk z Albertville) oraz Aleksandra Stołowskiego (brązowy medalista Mistrzostw Polski w skokach narciarskich w 1975 roku).
Skocznie na Kowańcu przestały istnieć w połowie lat 90. XX wieku, wraz z likwidacją klubu LKS Kowaniec.
W 2005 roku Polski Związek Narciarski ogłosił program rozwoju skoków narciarskich w Polsce. Obejmował on m.in. zamiar budowy w Nowym Targu nowej skoczni o punkcie konstrukcyjnym K30. Plan ten nie został zrealizowany.